# Tashkent Open
Tashkent Open — міжнародний тенісний турнір серед жінок у категорії міжнародний турнір (до 2009 — Tier IV), що проводиться в столиці Узбекистану Ташкенті. З 1997 по 2002 також проходили чоловічі змагання в рамках ATP-туру.

## Загальна інформація
Змагання засновано напередодні сезону-1997 як чоловічий турнір; приз був розміщений в осінній частині календаря, невдовзі після Відкритого чемпіонату США, отримавши ім'я президента Узбекистану. 2003 року АТР перенесла турнір до Бангкоку.
Жіночий турнір утворився як окреме змагання в 1999 році. Перший турнір відбувся влітку: в рамках відрізка календаря, що передує US Open Series. 2003 року, з закриттям чоловічого турніру, жіночі змагання перенесено на осінь.
Змагання завжди належали до базової категорії чоловічого і жіночого туру.
Переможниці та фіналісти
За всю історію нікому не вдавалося виграти двічі жіночий одиночний і чоловічий парний турніри. Чоловічий одиночний турнір по двічі підкорявся британцеві Тімові Генману і росіянину Маратові Сафіну. Тричі грав у фіналах інший росіянин - Євген Кафельников, але він завоював лише один титул. Жіночий парний турнір п'ять разів підкорявся білорусці Тетяні Пучек. На момент останньої перемоги лише три тенісистки вигравали один і той самий турнір в парі частіше.

## Фінали

### Жінки, одиночний розряд
| Рік  | Чемпіонка               | Фіналістка         | Рахунок            |
| ---- | ----------------------- | ------------------ | ------------------ |
| 2019 | Алісон ван Ейтванк      | Сорана Кирстя      | 6–2, 4–6, 6–4      |
| 2018 | Маргатита Гаспарян      | Анастасія Потапова | 6–2, 6–1           |
| 2017 | Катерина Бондаренко     | Тімеа Бабош        | 6–4, 6-4           |
| 2016 | Крістина Плішкова       | Хібіно Нао         | 6–3, 2–6, 6–3      |
| 2015 | Хібіно Нао              | Донна Векич        | 6–2, 6–2           |
| 2014 | Карін Кнапп             | Бояна Йовановські  | 6–2, 7–6(7–4)      |
| 2013 | Бояна Йовановські       | Ольга Говорцова    | 4–6, 7–5, 7–6(7–3) |
| 2012 | Ірина-Камелія Бегу      | Донна Векич        | 6–4, 6–4           |
| 2011 | Ксенія Первак           | Ева Бірнерова      | 6–3, 6–1           |
| 2010 | Алла Кудрявцева         | Олена Весніна      | 6–4, 6–4           |
| 2009 | Шахар Пеєр              | Акгул Аманмурадова | 6–3, 6–4           |
| 2008 | Сорана Кирстя           | Сабіне Лісіцкі     | 2–6, 6–4, 7–6(7–4) |
| 2007 | Полін Пармантьєр        | Вікторія Азаренко  | 7–5, 6–2           |
| 2006 | Сунь Тяньтянь           | Ірода Тульяганова  | 6–2, 6–4           |
| 2005 | Міхаелла Крайчек        | Акгул Аманмурадова | 6–0, 4–6, 6–3      |
| 2004 | Ніколь Вайдішева        | Віржіні Раззано    | 5–7, 6–3, 6–2      |
| 2003 | Вірхінія Руано Паскуаль | Обата Саорі        | 6–2, 7–6(7–2)      |
| 2002 | Марі-Гаяне Мікаелян     | Тетяна Пучек       | 6–4, 6–4           |
| 2001 | Б'янка Ламаде           | Седа Норландер     | 6–3, 2–6, 6–2      |
| 2000 | Ірода Тульянова         | Франческа Ск'явоне | 6–3, 2–6, 6–3      |
| 1999 | Анна Смашнова           | Лоранс Кортуа      | 6–3, 6–3           |

### Жінки, парний розряд
| Рік  | Чемпіонки                                       | Фіналістки                              | Рахунок               |
| ---- | ----------------------------------------------- | --------------------------------------- | --------------------- |
| 2019 | Гейлі Картер Луїза Стефані                      | Даліла Якупович Сабріна Сантамарія      | 6–3, 7–6(7–4)         |
| 2018 | Ольга Данилович Тамара Зіданшек                 | Ірина-Камелія Бегу Ралука Олару         | 7–5, 6–3              |
| 2017 | Тімеа Бабош Андреа Главачкова                   | Нао Хібіно Оксана Калашнікова           | 7–5, 6–4              |
| 2016 | Ралука Олару Їпек Сойлу                         | Демі Схюрс Рената Ворачова              | 7–5, 6–3              |
| 2015 | Маргарита Гаспарян Олександра Панова            | Віра Душевіна Катержина Сінякова        | 6–1, 3–6, [10–3]      |
| 2014 | Александра Крунич Катержина Сінякова            | Маргарита Гаспарян Олександра Панова    | 6–2, 6–1              |
| 2013 | Тімеа Бабош Ярослава Шведова                    | Ольга Говорцова Манді Мінелла           | 6–3, 6–3              |
| 2012 | Паула Каня Поліна Пехова                        | Анна Чакветадзе Весна Долонц            | 6–2, ret.             |
| 2011 | Елені Даніліду Віталія Дяченко                  | Людмила Кіченок Надія Кіченок           | 6–4, 6–3              |
| 2010 | Олександра Панова Тетяна Пучек                  | Александра Дулґеру Маґдалена Рибарікова | 6–3, 6–4              |
| 2009 | Ольга Говорцова Тетяна Пучек                    | Віталія Дяченко Катерина Деголевич      | 6–2, 6–7(1–7), [10–8] |
| 2008 | Іоана Ралука Олару Ольга Савчук                 | Ніна Братчикова Катрін Верле            | 5–7, 7–5, [10–7]      |
| 2007 | Катерина Деголевич Анастасія Якимова            | Тетяна Пучек Анастасія Родіонова        | 2–6, 6–4, [10–7]      |
| 2006 | Вікторія Азаренко Тетяна Пучек                  | Марія Елена Камерін Еммануель Гальярді  | без гри               |
| 2005 | Марія Елена Камерін Емілі Луа                   | Анастасія Родіонова Галина Воскобоєва   | 6–3, 6–0              |
| 2004 | Адріана Серра Дзанетті Антонелла Серра Дзанетті | Маріон Бартолі Мара Сантанджело         | 1–6, 6–3, 6–4         |
| 2003 | Юлія Бейгельзимер Тетяна Пучек                  | Лі Тін Сунь Тяньтянь                    | 6–3, 7–6(7–0)         |
| 2002 | Тетяна Перебийніс Тетяна Пучек                  | Мія Бурич Галина Фокіна                 | 7–5, 6–2              |
| 2001 | Петра Мандула Патріція Вартуш                   | Тетяна Перебийніс Тетяна Пучек          | 6–1, 6–4              |
| 2000 | Лі На Лі Тін                                    | Ірода Тульяганова Ганна Запорожанова    | 3–6, 6–2, 6–4         |
| 1999 | Євгенія Куликовська Патріція Вартуш             | Ева Бес-Остаріс Хісела Рієра-Роура      | 7–6(7–3), 6–0         |

### Чоловіки, одиночний розряд
| Рік  | Чемпіон           | Фіналіст                      | Рахунок       |
| ---- | ----------------- | ----------------------------- | ------------- |
| 1997 | Тім Генмен        | Марк Россе                    | 7–6, 6–4      |
| 1998 | Тім Генмен        | Євген Кафельников             | 7–5, 6–4      |
| 1999 | Ніколас Кіфер     | Жорж Бастл                    | 6–4, 6–2      |
| 2000 | Марат Сафін       | Давіде Сангінетті             | 6–3, 6–4      |
| 2001 | Марат Сафін       | Євген Кафельников             | 6–2, 6–2      |
| 2002 | Євген Кафельников | Волчков Володимир Миколайович | 7–6(8–6), 7–5 |

### Чоловіки, парний розряд
| Рік  | Чемпіон                            | Фіналіст                     | Рахунок           |
| ---- | ---------------------------------- | ---------------------------- | ----------------- |
| 1997 | Вінченцо Сантопадре Вінс Спейдія   | Хішам Аразі Еял Ран          | 6–4, 6–7, 6–0     |
| 1998 | Стефано Пескосолідо Лоренс Тілеман | Кеннет Карлсен Шенг Схалкен  | 7–5, 4–6, 7–5     |
| 1999 | Олег Огородов Марк Россе           | Марк Кейл Лоренцо Манта      | 7–6, 7–6          |
| 2000 | Джастін Гімелстоб Скотт Гамфріс    | Marius Barnard Роббі Куніґ   | 6–3, 6–2          |
| 2001 | Жюльєн Бутте Домінік Грбатий       | Marius Barnard Jim Thomas    | 6–4, 3–6, [13–11] |
| 2002 | Девід Адамс Роббі Куніґ            | Рамон Слюйтер Мартін Веркерк | 6–2, 7–5          |